# Nix contro Hedden
Nix contro Hedden, è stata una decisione della Corte Suprema degli Stati Uniti secondo cui, in base alle normative doganali statunitensi, il pomodoro doveva essere classificato come verdura piuttosto che come frutta. Il giudizio unanime della Corte sostenne che la legge sui dazi del 1883 utilizzava il significato comune delle parole "frutta" e "verdura", anziché il termine tecnico botanico.

## Il processo

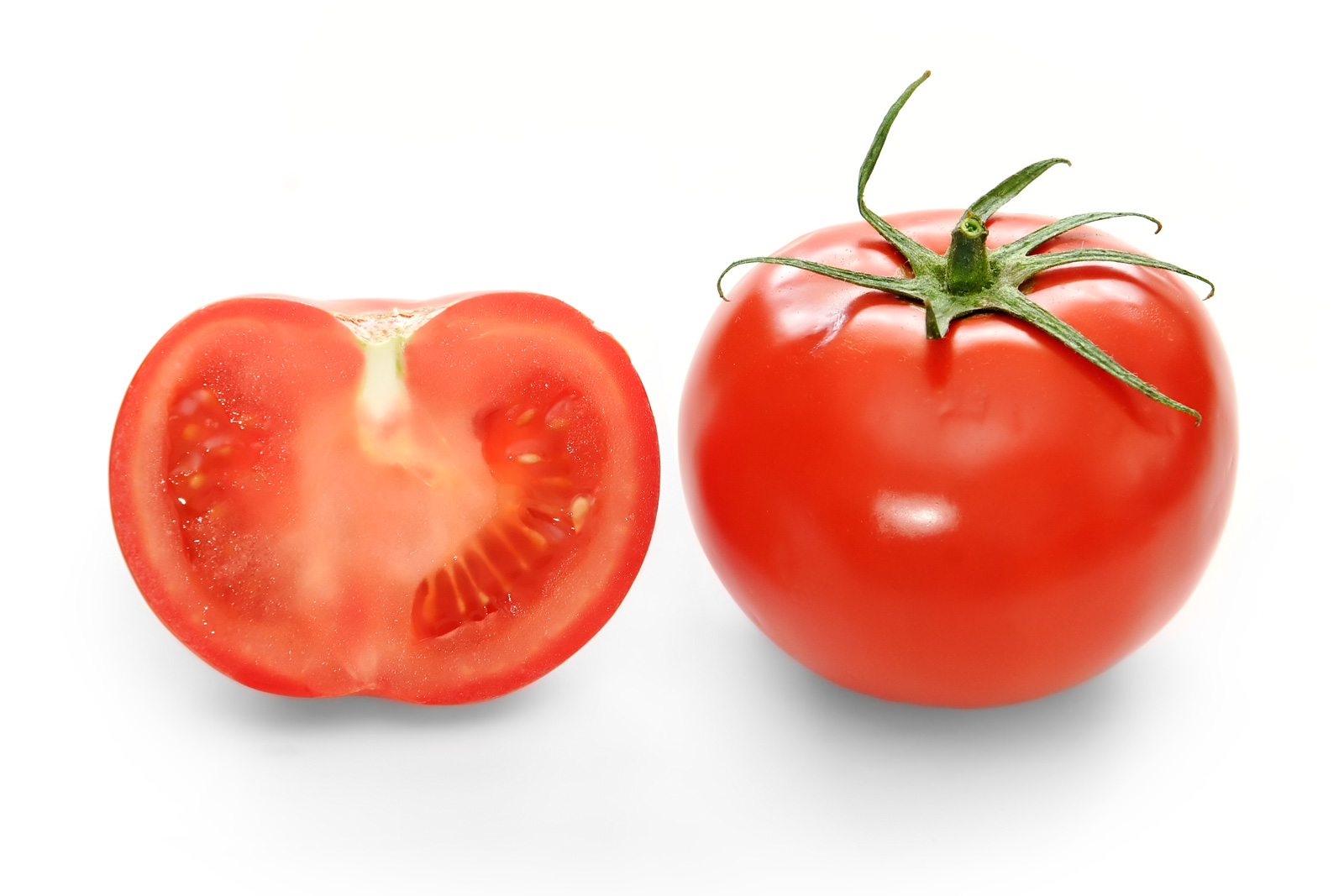
Botanicamente, un pomodoro è un frutto. Tuttavia, nel linguaggio comune è solitamente considerato una verdura.

John Nix fondò la John Nix & Co. a New York City nel 1839. La società divenne uno dei più grandi distributori di frutta a New York City e una delle prime compagnie a spedire prodotti dalla Virginia, dalla Florida e dalle Bermuda a New York.
Nel 1883, il presidente Chester A. Arthur firmò il Tariff Act del 3 marzo 1883, imponendo una tassa da pagare per tutte le verdure importate, ma non per la frutta. La compagnia John Nix & Co. intentò una causa contro Edward L. Hedden, doganiere del porto di New York per recuperare i dazi pagati in segno di protesta. Il contenzioso si basava sul fatto che, botanicamente, il pomodoro è considerato un frutto perché struttura portante del seme della pianta.
Durante il processo, vennero portate come prove a sostegno della tesi le definizioni delle parole "frutta" e "verdura" del Webster Dictionary, del Worcester's Dictionary e dell'Imperial Dictionary. Chiamarono due testimoni, che si occupavano della vendita di frutta e verdura da 30 anni, e chiesero loro, dopo aver ascoltato queste definizioni, come andassero classificati i pomodori.
Sia il legale dell'accusa che quello della difesa si avvalsero delle definizioni dei dizionari. L'accusa utilizzò come prova a favore la definizione della parola, mentre la difesa fece notare le definizioni del Webster's Dictionary date per le parole pisello, melanzana, cetriolo, zucca e pepe. Successivamente l'accusa riprese in mano i dizionari per leggere durante il processo il significato di patata, rapa, pastinaca, cavolfiore, cavolo, carota e fagiolo.

## La sentenza della Corte
La Corte stabilì all'unanimità che, in base alla percezione popolare dell'ortaggio oltre che al suo utilizzo durante i pasti, il pomodoro dovrebbe essere classificato ai sensi delle norme doganali come verdura, dando quindi ragione all'ufficio doganale.